# Dino Pedriali
Dino Pedriali (Roma, 1950 – Roma, 11 novembre 2021) è stato un fotografo italiano.
Ha vissuto e lavorato a Roma.

## Genere
Nel 2004, in occasione della retrospettiva "Nudi e Ritratti - Fotografie dal 1974/2003", il critico d'arte Peter Weiermair definì Pedriali come il "Caravaggio della fotografia del Novecento", riferendosi in particolare al genere del nudo. Scrisse infatti: «Come Caravaggio prendeva i suoi modelli dalla strada e li nobilitava nei suoi quadri, ostentando la loro bellezza lasciva in vesti mitologiche o bibliche (giovani amori o apostoli senescenti!), e strappando loro i vestiti dal corpo, così anche Pedriali spoglia i suoi modelli proletari mostrandone la forza, l'orgoglio, la muta coscienza di sé.»
Pedriali è sì il Caravaggio della Fotografia ma non tanto per il suo modo di rappresentare, di fotografare, di mettere in scena il corpo nudo dei suoi modelli quanto per la sua singolare adozione di un genere in cui il grande pittore del Seicento eccelleva, la natura morta, che si affermò come genere a sé stante nel Seicento, favorita dalla rivoluzione culturale laica e da un nuovo orientamento artistico di cui fu sommo artefice il Caravaggio.
Davanti al suo obiettivo sono passati sia ragazzi di vita che grandi personaggi come Segal, Giacomo Manzù, Giorgio De Chirico, Federico Zeri, Marcel Carné, Carol Rama, Alberto Moravia, Federico Fellini, Rudol'f Nureev, Andy Warhol, Man Ray, e Pier Paolo Pasolini, quest'ultimo fotografato nella sua casa di Chia nel 1975 per il libro Petrolio poco tempo prima del suo tragico assassinio, avvenuto il 2 novembre 1975 all'Idroscalo di Ostia.
Nel 2023, esce Dino's Dark Room di Corrado Rizza dedicato alla figura di Dino Pedriali che ha vinto il premio al miglior documentario italiano al Rome Indipendent Film Festival.

## Mostre personali
1976
Galleria Romani Adami, Roma
Galleria Barozzi, Venezia
1978
Galleria Inga Pin, Milano
Il Diagramma, Milano
1980
Galleria Il Fotogramma, Roma
1981
Museo Civico, Palazzo dei Diamanti, Ferrara
Galleria Ugo Ferranti, Roma
1982
Galleria Marginalia, Torino
Galleria Pan, Roma
Ikona Photo Gallery, Venezia
Palazzo Corvaja, Taormina
1983
Galleria Il Ponte, Roma
Frankfurter Kunstverein, Francoforte
Centro Culturale San Fedele, Milano
Forum Stadtpark, Graz
Galleria Il Modulo, Terni
1984
Galleria Il Ponte, Roma
Accademia Americana (George Segal, Dino Pedriali), Roma
1985
Margaret Gallery, Taormina
1986
Frankfurter Kunstverein, Francoforte
Kunsthalle, Basilea
Centro Culturale "Pier Paolo Pasolini", Agrigento
1987
"Silenzioso Abbraccio", Galleria La Bezuga, Firenze
Il Triangolo Rosa, Torino
"La Cacciata" Centro di Cultura Ausoni, Roma
"Omaggio A Andy Warhol" Galleria Target, Torino
1988
Museo d'Arte della città di Ravenna, Ravenna
Santa Maria delle Croci, Ravenna
"Pier Paolo Pasolini Testamento del Corpo" Shauspielhaus, Düsseldorf, Berlino
1989
"L'Annunciazione", Galleria Il Ponte, Roma
"Testamento del Corpo", Museo Arnhem (Paesi Bassi)
1993
"Camera Oscura" Apeiron F.F Club, Roma
"Dark-Room" Teatro Colosseo, Roma
"Arte Roma'93", Il Ponte Contemporanea, Roma
1994
"Hammamet Il Bagno del Piacere", Il Ponte Contemporanea, Roma
"Volti Nudi", Galleria Acta International, Roma
1995
"Testamento del Corpo", Ernst Barlach Museum, Wedel, Amburgo
"Pier Paolo Pasolini: Testamento del Corpo", Museo di Roma, Roma
1996
"Dino Pedriali. Pier Paolo Pasolini. Testamento del Corpo", Schauspielhaus, Amburgo
"Atelier Man Ray", Galleria Giò Marconi, Milano
"Andy Warhol, Viaggio in Italia", Napoli
1997
"Maschio Angioino", Torino, Lingotto
Genova Palazzo Reale
Roma, Chiostro del Bramante
"Dino Pedriali: Pier Paolo Pasolini. Testamento del Corpo", Volksbuhne, Berlino
"Atelier Man-Ray", Musée d'Art Moderne et Contemporain, Nizza
"Nurejev Corpo Pregiato", Palazzo Marini, Milano
"Appunti per un taccuino di luce", Il Ponte Contemporanea, Roma
1998
"Atelier Man Ray", Galerie der Stadt, Stoccarda
Stadtisches Museum Abteiberg, Mönchengladbach
Wilhelm Lehmbruck Museum, Duisburg
1998
"Atelier Man Ray", Fondazione Mazzotta, Milano
"Visioni", The British School at Rome, Roma
2000
"Non Vendibile Singolarmente", Il Ponte Projects, Roma
2002
"Nike", Il Ponte Contemporanea, Roma
"L'officina del Corpo" e "Eco", 2 RC, Roma
"Friends", Luciano Inga Pin, Milano
"George Segal - The Artist's Studio", 14 giugno - 1º settembre 2002, MACRO, Roma
2005
"Anticamera con Andy Warhol-Magazzini del Sale Cervia, Collezione Rosini Gutman
"Anticamera con Andy Warhol" Palazzo del Comune, Cesena (Fo), 2005
"Anticamera con Andy Warho", Palazzo Racani Arroni, Spoleto,2005
2006
"Pasolini anno 1975", 2 febbraio - 24 marzo 2006, Salone delle Feste, Parigi
"Pasolini 1975", 7 novembre 2006 - gennaio 2007, Museo Archeologico Provinciale, Potenza
2007
"Dino Pedriali: nature morte", 5 febbraio – 31 marzo 2007, Galleria Luxardo, Roma
"Il Velodromo", 13 settembre - novembre 2007, Ikona Gallery, Venezia
2008
"Romae", 28 febbraio - 28 marzo 2008, Galleria Anna D'Ascanio, Roma
2009
"Dino Pedriali ed i suoi amici" Paolo Tonin arte contemporanea, Torino
2011
"Pierpaolo Pasolini.Fotografie di Dino Pedriali" Triennale di Milano, Milano
2012
"Dino Pedriali - Emilio Prini" Galleria Pio Monti, Roma
2013
"Sulla pelle" Galleria Pio Monti, Roma
2014
"LEUKO:Multimo di Me Stesso" 13-27 settembre 2014 Takeawaygallery, Roma

## Mostre collettive
1977
Galleria Lastaria, Roma
1978
"La Mano", Galleria dei Bibliofili, Milano
1981
"Fotografia e Teatro, una busca parallela", Istituto Italiano di Cultura, Brasilia
"Taormina fin de siécle", Biblioteca Comunale, Taormina
Presenza nella trasmissione televisiva:
- "TG2 Spazio Aperto Foto"
- "Morire a Milano, cronaca di un omicidio"
- "Man Ray, un provocatore"
- "Memoria di un uomo scandaloso: Pier Paolo Pasolini"
- "Rudolph Nurejev"
- "Ritratti di ragazzi"

"Fotografia e Teatro-Immagini della ricerca teatrale", Studio Carriri, Martina Franca
1982
"Avanguardia / Transavanguardia", Spazio Giovani, Mura Aureliane, Roma
"Avventura - L'incisione", Chiesa di Palazzo Begni, San Marino
1983
"Critica e Arte: panorama della post-critica", Palazzo Lanfranchi, Pisa
"Body Beautiful", Studio La Città, Verona
"Nuove Immagini Italiane", Il Ponte, Roma
1984
"Nuove Immagini Italiane", Museo di Staten Island, New York
"Foto '84", Stichting Amsterdam Foto, Amsterdam
1985
"Das Akfoto", Stadmuseum, Monaco
Frankfurter Kunstverein, Francoforte
"Selfportrait", Musée des Beaux Arts, Losanna
1986
"Oggetto Uomo", Castello Monumentale, Portovenere
"Männer schen Männer", Galerie Hans Christian Hoschek, Graz
1987
"Männer schen Männer", Forum Böttcherstrasse, Brema
"Neoclassicismo - Goethe in Italia", Centro di Cultura Ausoni, Roma
"Ignoto a me stesso", Mole Antonelliana, Torino
"Fotografia '87", Biennale '87, Torino
"Nuove acquisizioni", Pinacoteca Comunale Ravenna
"Il Nudo Maschile nella Fotografia del XX Secolo", Pinacoteca Comunale, Ravenna
1988
"Nuove acquisizioni", Pinacoteca Comunale, Ravenna
"D'Annunziana", Università "G. D'Annunzio", Pescara
1989
"Chicago International Art Expo", Il Ponte, Chicago
"Art 20", Basilea, Ugo Ferranti
"Köln Art Fair", Ugo Ferranti, Colonia
1990
"Arte Fiera Bologna", Il Ponte, Roma
"Chicago International Art Expo", Il Ponte, Chicago
"Arte Fiera Stoccolma", Ugo Ferranti, Stoccolma
1993
Galleria "La Mente e l'Immagine", Roma
1994
"Attualissima", Il Ponte, Firenze
"Art Chicago'94", Il Ponte, Chicago
"Umbria Art Affair", Il Ponte, Trevi
"Ritratto/Autoritratto", Trevi Flash Art Museum
"Art Energy", Passage de Retz, Parigi
1995
"Riparte'95", Riparesidence, Il Ponte Contemporanea, Roma
1996
"Martire e Santi", Galleria Sargentini, Roma
"Vietato Proibire", Galleria d'Arte de' Serpenti, Roma
"La Politica del Cuore", Galleria d'Arte de' Serpenti, Roma
"Warhol: Viaggio in Italia", Castel Nuovo, Napoli (catalogo Antonio Mazzotta, Milano)
1997
"Il Paparazzo 1954-1964. I Paparazzi 1964-1997", Robert Miller Gallery, New York.
"Warhol: Viaggio in Italia", Chiostro del Bramante, Roma (catalogo Antonio Mazzotta, Milano)
1998
"Photo Roma Show"
Stand S.I.A.E.
Radio Tre: "Viaggio dentro l'Immagine", di Francesca Vitale, intervista a Dino Pedriali (messa in onda: 16 gennaio 1998).
2000
"Anableps", Studio Miscetti, Roma
2002
George Segal,  "The Artist's Studio", Museo d'Arte Contemporanea, Roma
"Desire", Museum Rupertinum, Salisburgo; Galleria d'Arte Moderna, Bologna
2003
"Incontri... Collezione Graziella Lonardi Buontempo", Villa Medici, Roma
"Andy Warhol artista globale", Complesso di Santa Sofia, Salerno
"Corpo sociale", Il Ponte Contemporanea, Roma
2004
"A nudo", Palazzo Bice Piacentini, Centro Arte Contemporanea, San Benedetto del Tronto (Galleria Rosini, Riccione)
2005
"Andy Warhol e La filosofia dell'Estetica", Palazzo Racanati Arroni, Spoleto (Collezione Rosini Gutman)
"Andy Warhol e La filosofia dell'Estetica", antico castello sul mare, Rapallo (Collezione Rosini Gutman)
"Private Collection" e "Anticamera con Andy Warhol", Magazzini del sale, Cervia, (Collezione Rosini Gutman)
2006
"ANDY WARHOL's Timeboxes", Centro Espositivo d'Arte Moderna e Contemporanea, Trieste (Collezione Rosini, Riccione)
2014
"I loro desideri hanno la forma delle nuvole" 11-31 ottobre 2014, Takeawaygallery Roma
2016
"Atto Secondo" Palazzo Velli Expo, Roma Dicembre 2017

## Monografie fotografiche
- "Man Ray" edizioni Magma, Roma 1975
- "Pier Paolo Pasolini", edizioni Magma, Roma 1975
- "Andy Warhol", edizioni Magma, Roma 1976
- "Dino Pedriali", edizioni Art-Random, Giappone 1989
- "Dino Pedriali", edizioni Stemmle, Zurigo 1994

## Cataloghi
- Galleria Inga Pin, Il Diagramma, edizioni Raron Book, Milano 1978
- Palazzo dei Diamanti (a cura di Piero Berengo Gardin), Ferrara 1981
- Biblioteca Comunale, "Taormina fin de siécle" (a cura di Italo Mussa), Taormina 1981
- Galleria Pan (a cura di Luigi Berettoni), Roma 1982
- Ikona Photo Gallery, Venezia 1982
- Palazzo Lanfranchi, "Critica ad Arte: panorama della post-critica" (a cura di Achille Bonito Oliva), Pisa 1983
- Frankfurter Kunstverein, "Dino Pedriali" (a cura di Peter Weiermair e Jean Christophe Amman), Francoforte 1986
- Kunsthalle, "Dino Pedriali" (a cura di Peter Weiermair e Jean Christophe Amman), Basilea 1986
- Centro Culturale Editoriale "Pier Paolo Pasolini" "Omaggio a Pier Paolo Pasolini" (a cura di Giuliana Scimè), Agrigento 1986.
- Galleria La Bezuga, "Silenzioso Abbraccio" (a cura di Italo Mussa), Firenze 1987
- Centro di Cultura Ausoni, "La Cacciata" (a cura di Italo Mussa), Roma 1987
- Galleria Il Ponte Contemporanea, "Hammamet-Il Bagno del Piacere", Roma
- Paolo Tonin arte contemporanea, "Dino Pedriali ed i suoi amici" ,  Torino 2009

## Libri
- "Il mestiere di fotografo" (a cura di Diego Mormorio e Mario Verdone), edizioni Romana Libri Alfabeto, Roma, aprile 1985
- "Männer schen Männer" (a cura di Peter Weiermair), edizioni Verlag photographie AG, Schaffhausen, Svizzera 1986
- "Dino Pedriali" (a cura di Peter Weiermair), edizioni Stemmle, Zurigo 1994

## Periodici
- Espressione, n. 1, edizioni Il Fotogramma, Roma, gennaio/marzo 1980
- Nuovi Argomenti, n. 1, 3ª serie, edizioni A. Mondadori, Milano 1982
- Nuovi Argomenti, n. 4, 3ª serie, edizioni A. Mondadori, Milano 1982
- Il Fotografo, edizioni A. Mondadori, Milano, marzo 1983
- Grandi Temi della Fotografia - La Foto Sociale, parte 3a, F.lli Fabbri, Milano 1983
- Progresso Fotografico, Milano, luglio/agosto 1984
- Wolkenkratzer, Francoforte, febbraio/marzo 1984
- Nuovi Argomenti, n. 10, 3ª serie, edizioni A. Mondadori, Milano 1984
- Vanity, edizioni Condé Nast, Milano, luglio 1984
- Nuovi Argomenti, n. 20, 3ª serie, edizioni A. Mondadori, Milano 1986

## Cartelle
- "Nuove Immagini Italiane: cinque Pittori e un Fotografo" (a cura di Italo Mussa), edizioni Il Ponte Editrice d'Arte, Roma 1982
- "Avventura - l'Incisione" (a cura di Italo Mussa), edizioni La Virgola, Roma 1982

## Emerografia
- M. L. Agnese, "Pasolini era d'accordo?", Panorama, Milano, 14 marzo 1978
- G. Scimè, "Dino Pedriali", Fotozoom, Città Del Messico, maggio 1978
- P. Berengo Gardin, "Piero Berengo Gardin e Dino Pedriali in parallelo", Catalogo Palazzo dei Diamanti, Ferrara, gennaio 1981
- I. Mussa, "La ricerca di Pedriali procede di volta in volta per scatti improvvisi", L'Avanti!, 26 marzo 1981
- V. Morelli, "Fotografia / Dino Pedriali", Corriere della Sera, Roma, 26 maggio 1981
- P. Berengo Gardin, "Un fotografo che rifiuta il realismo", Paese Sera, Roma, 7 giugno 1981
- G. Semerano, "Inquadrature ravvicinate", Il Tempo, Roma, 10 giugno 1981
- L. Carluccio, "Dino Pedriali, Il Corpo Umano", Panorama, Milano, 29 giugno 1981
- L. Berettoni, "La Luce come ragione d'essere", Catalogo Galleria Pan, Roma, maggio 1982
- F. Vincitorio, "fotografia", L'Espresso, Roma, 23 maggio 1982
- D. Micacchi, "Un fotogramma di luce per i volti tragici di giovani pasoliniani", L'Unità, Roma, 11 giugno 1982
- M. Falzone del Barbarò, "Pedriali mette a nudo il nudo", Il Giornale Nuovo, Milano, 16 luglio 1982
- E. Siciliano, "Visi nudi", Nuovi argomenti, Milano, dicembre 1982
- R. Alfonso, "Dino Pedriali", Segno, Pescara, maggio/giugno 1982
- G. Scimè, "Il corpo come Simbolo", Zoom, Milano, gennaio 1983
- A. Bonito Oliva, "L'Essere dipende dall'Apparire", Catalogo D'Annunziana, Gruppo editoriale Fabbri, Milano, 1988
- P. Citati, "Narciso notturno in cerca di un io", Catalogo D'Annunziata, Gruppo editoriale Fabbri, Milano 1988
- D. Fernandez Recatala, "La mort parfumèe", Catalogo D'Annunziata, Gruppo editoriale Fabbri, Milano 1988
- A. Gareffi, "Fratte Gabry de Coty", Catalogo D'Annunziata, Gruppo editoriale Fabbri, Milano 1988
- R. Musappi, "D'Annunzio e il puer", Catalogo D'Annunziata, Gruppo editoriale Fabbri, Milano 1988
- A. Romani Brizzi, "D'Annunziana", Contemporanea International, edizioni Il Quadrante, Torino, settembre/ottobre 1988
- E. Battarra, "D'Annunziana", Segno, n.78, Pescara, ottobre 1988
- P.Weiermair, "Dino Pedriali in Santa Maria delle Croci", Catalogo Mostra, Ravenna, edizioni Essegi, 1988 - Catalogo Artefiera, Bologna, 1989, Faenza Editrice, Faenza
- D. Pedriali, "Twesde week van october" (seconda settimana di ottobre), Catalogo Mostra "Pier Paolo Pasolini: Testamento del Corpo", Arturist, Arnhem, 1989
- P. Balmas, "Un'annunciazione nuda per Dino Pedriali", Il piacere dell'occhio, trovaroma, La Repubblica, 29 aprile 1989
- Z. Tentella, "Rarità in bianco e nero", Il Tempo, 5 maggio 1989
- G. Gigliotti, "Corpi di luce che accendono la notte", Cultura, Paese Sera, 17 maggio 1989

## Filmografia
- Pasolini maestro corsaro, regia di Emanuela Audisio (2015)
- Dino's Dark Room, regia di Corrado Rizza,  (2023)